# Canotiers à Chatou
Canotiers à Chatou est un tableau du peintre impressionniste français Auguste Renoir réalisé en 1879. Il est conservé à la National Gallery of Art à Washington.

## Historique
Renoir a réalisé le tableau au bord de la Seine à Chatou, dans le département des Yvelines en région Île-de-France, où il est venu régulièrement pendant près de quinze ans. 
En 1882, le tableau a probablement été exposé pour la première fois à la 7e Exposition des Artistes Indépendants (7e Exposition Impressionniste) à Paris, sous le titre Canotiers.
Le tableau a été vendu par l'artiste en 1911 à la galerie Durand-Ruel de Paris. En mai 1912 il a été vendu à Arthur B. Emmons et en février 1922 à Adolph Lewisohn. Par héritage le tableau est passé au fils de ce dernier, Sam A. Lewisohn à New York. En 1951 Canotiers à Chatou est légué à la National Gallery of Art de Washington.

## Description
Il s'agit d'une peinture à l'huile sur toile mesurant 81,2 × 100,2 cm. Elle porte l'inscription « A. Renoir 79 » en bas à droite. 
Renoir présente cette compétition de canotiers comme une scène de loisirs des classes aisées et un témoignage de la vie moderne. Les personnages sont placés à l'extérieur, créant une atmosphère pleine de lumière et de soleil. Le modèle féminin est Aline Charigot, que Renoir épousera plus tard, en 1890. À ses côtés se trouve Edmond, le frère du peintre. Renoir capture l'amour de la bourgeoisie pour la navigation de plaisance et de compétition.
Dans la composition, la fonction de ses proches est structurelle. Les éléments verticaux du groupe ancrent la diagonale tranchante du canot à rames vermillon au premier plan, qui à son tour s'oppose au mouvement général vers la gauche du fleuve et de ses rives dans le lointain en haut à gauche. Les verticales des figures servent en outre à soutenir et à clarifier les éléments horizontaux des autres canots à rames et des rives plus éloignées, qui définissent et amplifient à la fois le flux des eaux larges et étincelantes. 
Les couleurs vives dominent l'ensemble et sont appliquées d'un coup de pinceau rapide et court. Renoir trace sa gamme de couleurs à travers un éventail allant de l'écarlate aux roses les plus pâles. Une tache de ciel bleu-gris en haut à gauche semble avancer agressivement depuis sa place sur l'horizon lointain. Ailleurs, le rapprochement de l'espace et de la surface est extraordinaire, en particulier dans les rouges. La forme des personnages disparaît progressivement dans l'atmosphère du paysage. Le peintre évoque son impression sur l'herbe, l'eau ou le vent et le ciel rempli de nuages. Les reflets du soleil sur l'eau ajoutent de la luminosité à l'ensemble. Renoir a étudié l'incidence de la lumière sur l'eau et la façon dont les bateaux étaient déformés dans la réflexion.